# Oswald Duda
Oswald Duda, Pavel Theodor Friedrich Oswald Duda, född 11 april 1869 i Schlesien, död 21 november 1941 i Habelschwerdt (idag Bystrzyca Kłodzka), var en tysk entomolog som främst intresserade sig för tvåvingar.
Auktorsnamnet Duda kan användas för Oswald Duda i samband med ett vetenskapligt namn inom zoologin; se Wikipedia-artiklar som länkar till auktorsnamnet.